# Eleccions legislatives portugueses de 1987

Resultats de les eleccions a l'Assemblea de la República del 19 de juliol de 1987

Les eleccions legislatives portugueses de 1987 es van celebrar el 19 de juliol, i com a les de 1985, va vèncer el partit de centredreta PSD, liderat per Aníbal Cavaco Silva, que va romandre al càrrec de Primer Ministre de Portugal.
El Partit Renovador Democràtic (PRD) de l'expresident de la República António Ramalho Eanes, va presentar una moció de censura el 3 d'abril de 1987, aprovada amb els vots del Partit Socialista (PS), el Partit Comunista Portuguès (PCP) i el Moviment Democràtic Portuguès (MDP/CDE) i com a conseqüència, el govern va caure i el president de la República Mário Soares va dissoldre l'Assemblea i convocar eleccions per al 19 de juliol
El Partit Socialdemòcrata va guanyar la majoria absoluta amb un 50,2% dels vots i 148 escons absorbint massivament vot del Centre Democràtic Social / Partit Popular (Portugal), que va quedar reduït a la mínima expressió, i del PRD, que mai es recuperà. Fou la primera vegada que un partit guanyava per majoria absoluta, tancant una etapa d'inestabilitat política amb 16 governs en 13 anys.

## Resultats
| ' | ' |

| ' | ' |

| ' | ' |

| ' | ' |

| ' | ' |

| ' | ' |

| ' | ' |

| ' | ' |

| ' | ' |

| ' | ' |

| ' | ' |

| ' | ' |

| ' | ' |

| ' | ' |

| ' | ' |

| ' | ' |

| ' | ' |

| ' | ' |

| ' | ' |

| ' | ' |

| ' | ' |

| ' | ' |

| ' | ' |

| ' | ' |

| ' | ' |

| ' | ' |

| ' | ' |

| ' | ' |

| ' | ' |

| ' | ' |

| ' | ' |

| ' | ' |